# Fundación X-Prize
La Fundación X-Prize es una organización sin fines de lucro que diseña y gestiona concursos públicos destinados a fomentar el desarrollo tecnológico que podría beneficiar a la humanidad.
La misión de la Fundación X-Prize es lograr "avances radicales en beneficio de la humanidad" a través de la competencia incentivada. Fomenta las competiciones de alto perfil que motivan a las personas, las empresas y organizaciones en todas las disciplinas a desarrollar ideas y tecnologías innovadoras que ayuden a resolver los grandes retos que limitan el progreso de la humanidad.
El premio X de más alto perfil hasta la fecha era el Premio Ansari X relacionado con el desarrollo espacial concedido en 2004. Este premio estaba destinado a inspirar a la investigación y desarrollo de tecnología para la exploración espacial. 

## Antecedentes

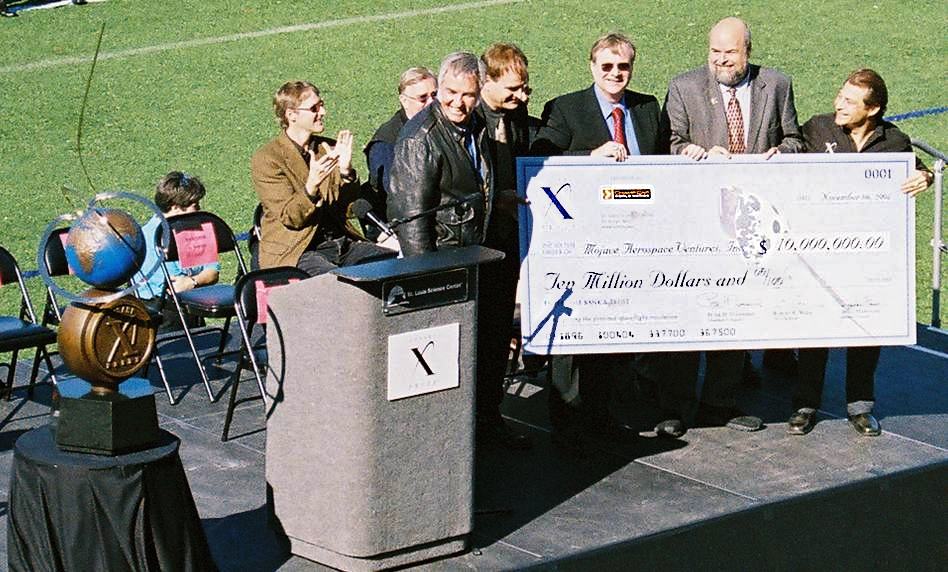
El primer título de Ansari X Prize fue entregado el 6 de noviembre de 2004.

El primer Premio X - Premio Ansari X - se inspiró en el Premio Orteig , un premio de 25,000 dólares ofrecido en 1919 por el hotelero francés Raymond Orteig para el primer vuelo sin escalas entre Nueva York y París. En 1927, Charles Lindbergh ganó el premio en una versión modificada de una aeronave monomotor Ryan llamada el "Spirit of St. Louis" . En total, nueve equipos gastaron $ 400.000 en pos del Premio Orteig. 
En 1996, el empresario Peter Diamandis ofreció un premio de $ 10 millones de USD para el primer equipo con financiación privada que pudiera construir y volar un vehículo de tres pasajeros a 100 kilómetros de la superficie terrestre dos veces en el transcurso de dos semanas. El concurso, llamado más tarde el Ansari X PRIZE para el vuelo espacial suborbital, motivó a 26 equipos de siete países a invertir más de $ 100 millones de USD en la búsqueda de la bolsa de $ 10 millones. El 4 de octubre de 2004, el Ansari X PRIZE fue ganado por Mojave Aerospace Ventures , que completó con éxito el concurso en su nave espacial SpaceShipOne . El premio fue otorgado en una ceremonia en el Centro de Ciencias de Saint Louis en San Luis, Misuri. A partir de 2011, el Centro de Ciencias mantiene numerosas exposiciones sobre el X Prize.
La fundación también ha creado la Copa Premio X de competición de cohetes.[cita requerida]

## Premios X
Los X PREMIOS son recompensas monetarias para incentivar la inversión privada en el desarrolló tecnológico con tres objetivos principales:
- Atraer inversiones de fuera del sector estatal con nuevos enfoques para problemas difíciles.
- Crear resultados significativos reales, con metas medibles. Se crean para promover la adopción de la innovación.
- Cruzar las fronteras nacionales y disciplinarias para animar a los equipos de todo el mundo para invertir el capital intelectual y financiero necesario para resolver los retos difíciles.

Otras organizaciones, como los premios Nobel dan recompensas económicas a los individuos u organizaciones que producen nuevos avances en la ciencia, la medicina y la tecnología. Una diferencia entre los Premios X y otras organizaciones similares es la concesión de premios basados en ser el primero en alcanzar los requisitos de "línea de llegada" objetiva en lugar de un comité de selección para discutir los méritos relativos de los diferentes esfuerzos. Por ejemplo, el premio X Archon Genómica cuyo objetivo es secuenciar 100 genomas humanos en 10 días o menos, con menos de un error por cada 100.000 pares de bases de ADN, que abarca el 98% del genoma y que cueste menos de 10.000 dólares por genoma.
El premio puede aumentar la atención a los esfuerzos que de otra forma no podrían recibir mucha publicidad. Por ejemplo, los intentos en el reciente concurso Lunar Lander han sido publicados en los medios de comunicación, dando un aumento de la visibilidad de la fundación y los participantes.
Con el premio Ansari X, la X PRIZE Foundation estableció un modelo en el que ofrece un premio para el logro de un objetivo específico que puede estimular la inversión empresarial. Desde entonces, nuevos desafíos se han expandido a una amplia gama de otros campos. La Fundación está desarrollando nuevos premios en Exploración (Espacio y Océanos), Ciencias de la Vida, Energía y Medio Ambiente, Educación y Desarrollo Global. Algunos esperan que los premios ayudan a mejorar la vida, crear igualdad de oportunidades y estimular nuevos descubrimientos importantes.

## XPRIZE Rapid Covid Testing
En el año 2020 la Fundación Premio X convocó una competición para estimular la creación de test rápidos y baratos de COVID-19 ofreciendo un premio de 6 millones de dólares.

## Futuros premios X
La Fundación Premio X se asoció con la Fundación Bill & Melinda Gates Foundation para desarrollar un premio para una mejor herramienta para el diagnóstico de la tuberculosis. Otras ideas del premio potenciales incluyen: conservación de la biodiversidad, la cartografía de los océanos, el desarrollo de combustibles limpios de aviación, almacenamiento de energía, la vivienda sostenible y captura de CO2. 